# ناره، اتک
ناره (به انگلیسی: Nara) یک روستا در پاکستان است که در ناحیه اتک واقع شده‌است.